# 砖茶

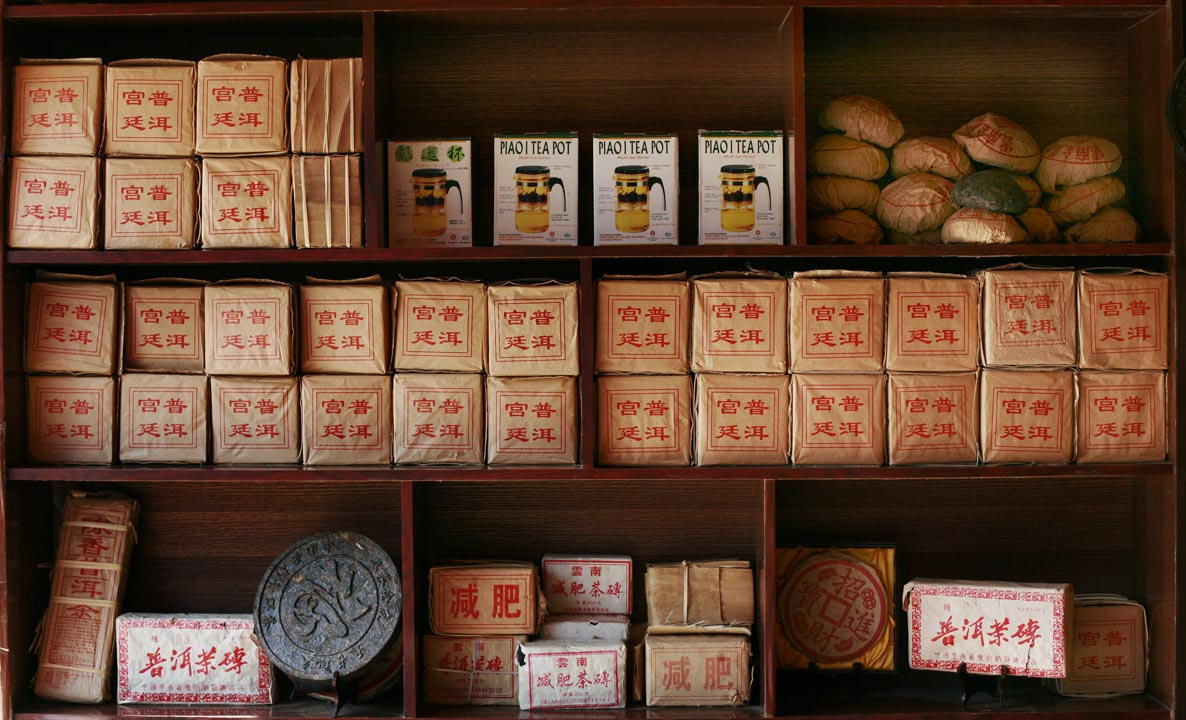
普洱茶是一类常见的砖茶

砖茶，是做成方砖样的紧压茶。根据不同的厂家模具不同，上面有各种花纹，用油纸包好运输。古时，中国中原地区的茶叶通过茶马古道运输到藏区，也从内地运输到新疆。因路途遥远，为方便运输，故将茶叶压制成方砖状。
中国四川是生产砖茶的主要产地，一般用红茶制造。喝这种茶时要根据需要敲下一小块，然后用水煮。此外茯砖茶（原产陕西）、黑砖茶、花砖茶主产于湖南，青花砖主产于湖南；普洱茶在云南。